# جون جاكسون (لاعب رماية)
جون جاكسون (بالإنجليزية: John Jackson)‏ هو لاعب رماية أمريكي، ولد في 14 فبراير 1885 في لنكن في الولايات المتحدة، وتوفي في 17 يونيو 1971 في فيرفيلد في الولايات المتحدة.

## وصلات خارجية
- جون جاكسون على موقع الاتحاد الدولي (الإنجليزية)
- جون جاكسون على موقع اللجنة الأولمبية الدولية (الإنجليزية)
- جون جاكسون على موقع أوليمبيديا (الإنجليزية)